# Apostolisch vicariaat
Een apostolisch vicariaat is een katholiek bisdom in wording en wordt geleid door een apostolisch vicaris.
In de missie vallen gebieden die nog niet tot een bisdom behoren aanvankelijk onder een apostolische prefectuur. In tweede instantie gaat men over tot de oprichting van een apostolisch vicariaat. Dit is de laatste stap voor de oprichting van een bisdom. Zo was de toenmalige Nederlandse kolonie Suriname een apostolisch vicariaat tussen 1842 en 1958, voordat het een bisdom werd.
Een apostolisch vicariaat wordt geleid door een apostolisch vicaris. Dit kan een priester zijn of een (titulair) bisschop. In tegenstelling tot een bisschop van een 'gewoon' bisdom handelt de apostolisch vicaris niet op eigen gezag, maar op het gezag van de paus.
Het komt ook voor dat in een bepaald gedeelte van de wereld de bisdommen de status krijgen van apostolische vicariaten. Dit gebeurde in Nederland toen ten gevolge van de Reformatie de bisschoppelijke hiërarchie verdween. Pas in 1853 werden de apostolische vicariaten opgeheven en konden de bisdommen hersteld worden.

## Enkele voorbeelden
- Apostolisch vicariaat Noord-Arabië
- Apostolisch vicariaat Zuid-Arabië